# 時限式発火装置
時限式発火装置（じげんしきはっかそうち）とは、設定時間になると炎上する装置であり、一般には反社会的な目的で使われる凶器を指す。

## 概要
本装置はおおむね、タイマー、点火装置、燃料類から構成される。設定された時刻が到来すると、タイマーによって点火装置が起動され、燃料などの可燃物に引火させることで装置自らが炎上する。炎上によって周囲に火災等の被害を与える。
炎上はしても爆発はしないことから時限爆弾とは区別される。日本の法律上は火炎瓶の一種として扱われ、爆発物取締罰則ではなく、火炎びんの使用等の処罰に関する法律が適用される。
日本の新左翼がゲリラ闘争などのテロ活動をする際に用いるのがよく知られている。